# Yeor-yeodeolb-ui sun-gan
Yeor-yeodeolb-ui sun-gan (, anche nota come At Eighteen o Moment of Eighteen) è una serie televisiva sudcoreana trasmessa su JTBC dal 22 luglio al 10 settembre 2019.

## Trama
Il diciottenne Choi Joon-woo ha avuto un'adolescenza difficile, segnata da una famiglia povera e da continui conflitti scolastici. Costretto a cambiare scuola per una violazione che non ha commesso, arriva al liceo Cheonbong, dove decide di stare sulle sue e non farsi notare. Man mano che si adatta al nuovo ambiente, tuttavia, stringe un legame più stretto con i suoi compagni e si guadagna l'amicizia di Soo-bin, la studentessa più brava della classe, di cui è innamorato.

## Personaggi e interpreti
- Choi Joon-woo, interpretato da Ong Seong-wu
- Yoo Soo-bin, interpretata da Kim Hyang-gi
- Ma Hwi-young, interpretato da Shin Seung-ho
- Oh Han-kyeol, interpretato da Kang Ki-young

## Riconoscimenti
- Korea Drama Award[3]
  - 2019 – Attore eccellente a Kang Ki-young
  - 2019 – Miglior nuovo attore a Ong Seong-wu
  - 2019 – Premio stella della hallyu a Ong Seong-wu
- Baeksang Arts Award[4]
  - 2020 – Candidatura Miglior attore televisivo a Ong Seong-wu